# Stanovništvo Ukrajine
Stanovništvo Ukrajine većinom čine Ukrajinci s 77,8% (popis 2001.) od ukupnog broja stanovnika u Ukrajini.
Najbrojnije manjine su: Rusi 17,3% (većinom na istoku Ukrajine) te 0,9% Rusini. Važno je napomenuti, da ukrajinska vlada ne priznaje Rusine kao zasebnu manjinu, već ih smatra Ukrajincima, a njihov jezik smatra dijalektom ukrajinskog jezika. Hrvatska i Srbija priznaju Rusine kao zasebnu etničku skupinu. Ostale manjine u Ukrajini čine Rumunji i Moldavci (0.8%), Bjelorusi (0,6%), Krimski Tatari (0,5%), Bugari (0,4%) i ostali.
Službeni jezik u Ukrajini je ukrajinski jezik, ali od velike važnosti je poznavanje ruskog jezika. Ukrajinski jezik govori oko 55% stanovništva, dok 45% govori ruski kao prvi jezik.
Gustoća naseljenosti iznosi 45 stanovnika na km2. Broj stanovnika kontinuirano opada i prirodni prirast je negativan još od 1960-ih godina. Stopa smrtnosti je veća od stope rađanja od samostalnosti Ukrajine. Ukrajina je bila 10. po broju stanovnika u svijetu 1919., a danas je 30. (8. u Europi). 69% stanovništva živi u gradovima, a 31% na selu. 
Zbog stalnog pada nataliteta u prošlom stoljeću, udio djece smanjen je s oko 40% na početku 20. stoljeća do 15% stanovništva na početku 21. stoljeća. Udio radnog stanovništva se sporo mijenja, a kreće se u rasponu od 60% - 62%. S povećanjem životne dobi i smanjene smrtnosti primijećen je porast u udjelu stanovništva iznad 60 godina - s 3,4% početkom 20. stoljeća, do 21% na početku 21. stoljeća.
U Ukrajini se sljedeći popis stanovništva planira nakon Rusko-ukrajinskog rata, što je dug period od posljednjeg popisa 2001. godine, koji je bio i jedini službeni popis stanovništva u samostalnoj Ukrajini.
Uz pravoslavne Crkve, vodeću Crkvu u Ukrajini predstavlja Ukrajinska grkokatolička Crkva s 3825 registriranih vjerskih jedinica. U tom crkvenom ogranku registrirano je 2.424 svećenika. Rimokatolička Crkva u Ukrajini ima 1081 registriranih vjerskih jedinica (od toga 909 župa) i 579 registriranih svećenika. U Ukrajini djeluje 2.705 registriranih vjerskih jedinica protestantskog usmjerenja odnosno 1595 onih s evangeličkim usmjerenjem. U bitno manjem omjeru u Ukrajini djeluju i druge vjerske zajednice, između ostalih i one židovskog, islamskog i budističkog uvjerenja.